# Michael Relph
Pour les articles homonymes, voir Relph.
Michael Leighton George Relph est un producteur de cinéma, un directeur artistique, un réalisateur et un scénariste britannique né le 16 février 1915 à Broadstone (Dorset, Angleterre) et mort le 30 septembre 2004 à Selsey (Sussex de l'Ouest, Angleterre).

## Biographie
C'est le fils de George Relph (1888–1960), un acteur sur scène et à l'écran, et de Deborah Nansen, actrice elle aussi.
Il commence à travailler à 17 ans, comme assistant au directeur artistique à la Gaumont British Picture Corporation, sous les ordres du célèbre Alfred Junge. Plus tard il entre à Warner Brothers à Teddington comme directeur artistique pour des films de Maurice Elvey et Roy William Neill, notamment, mais aussi plusieurs dizaines de quota quickies. En 1942 il rejoint les Ealing Studios, que dirige Michael Balcon, et en 1943 commence une longue collaboration avec Basil Dearden,,.
Il travaille aussi pour le théâtre, dès le milieu des années 1930 et plus particulièrement pendant la guerre,.

## Filmographie (sélection)

### comme producteur
- 1946 : J'étais un prisonnier (The Captive Heart) de Basil Dearden
- 1947 : Frieda de Basil Dearden
- 1948 : Sarabande (Saraband for Dead Lovers) de Basil Dearden
- 1949 : Le Train du destin (Train of Events) de Sidney Cole, Charles Crichton et Basil Dearden
- 1949 : Noblesse oblige (Kind Hearts and Coronets) de Robert Hamer
- 1950 : La Cage d'or (Cage of Gold) de Basil Dearden
- 1950 : La Lampe bleue (The Blue Lamp) de Basil Dearden
- 1951 : Les Trafiquants du Dunbar (Pool of London) de Basil Dearden
- 1952 : Un si noble tueur (The Gentle Gunman) de Basil Dearden
- 1952 : I Believe in You, co-réalisé avec Basil Dearden
- 1955 : Le Bateau qui mourut de honte (The Ship That Died of Shame) de Basil Dearden
- 1957 : Sous le plus petit chapiteau du monde (The Smallest Show on Earth) de Basil Dearden
- 1958 : Jeunesse délinquante (Violent Playground) de Basil Dearden
- 1959 : Opération Scotland Yard (Sapphire) de Basil Dearden
- 1960 : Passeport pour la lune (Man in the Moon) de Basil Dearden
- 1960 : Hold-up à Londres (The League of Gentlemen) de Basil Dearden
- 1961 : La Victime (Victim) de Basil Dearden
- 1961 : Scotland Yard contre X (The Secret Partner) de Basil Dearden
- 1962 : Accusé, levez-vous (Life for Ruth) de Basil Dearden
- 1962 : Tout au long de la nuit (All Night Long) de Basil Dearden
- 1963 : Au bord du gouffre (The Mind Benders) de Basil Dearden
- 1964 : La Femme de paille (Woman of Straw) de Basil Dearden
- 1965 : Doubles masques et agents doubles (Masquerade) de Basil Dearden
- 1969 : Assassinats en tous genres (The Assassination Bureau) de Basil Dearden
- 1970 : La Seconde Mort d'Harold Pelham (The Man Who Haunted Himself) de Basil Dearden
- 1979 : Scum d'Alan Clarke
- 1986 : Heavenly Pursuits (en) de Charles Gormley

### comme scénariste
- 1952 : I Believe in You, co-réalisé avec Basil Dearden
- 1955 : Le Bateau qui mourut de honte (The Ship That Died of Shame) de Basil Dearden
- 1955 : Out of the Clouds de Basil Dearden
- 1960 : Passeport pour la lune (Man in the Moon) de Basil Dearden
- 1963 : A Place to Go de Basil Dearden
- 1965 : Doubles masques et agents doubles (Masquerade) de Basil Dearden
- 1969 : Assassinats en tous genres (The Assassination Bureau) de Basil Dearden
- 1970 : La Seconde Mort d'Harold Pelham (The Man Who Haunted Himself) de Basil Dearden

### comme directeur artistique
- 1937 : Who Killed John Savage? (en) de Maurice Elvey
- 1938 : Everything Happens to Me (en) de Roy William Neill
- 1938 : They Drive by Night d'Arthur B. Woods
- 1938 : Mr. Satan d'Arthur B. Woods
- 1943 : My Learned Friend de Basil Dearden
- 1943 : The Bells Go Down de Basil Dearden
- 1944 : Champagne Charlie d'Alberto Cavalcanti
- 1944 : They Came to a City de Basil Dearden
- 1944 : L'Auberge fantôme (The Halfway House) de Basil Dearden
- 1945 : Au cœur de la nuit (Dead of Night) d'Alberto Cavalcanti, Charles Crichton, Basil Dearden et Robert Hamer
- 1946 : J'étais un prisonnier (The Captive Heart) de Basil Dearden
- 1947 : Frieda de Basil Dearden
- 1947 : Nicholas Nickleby (The Life and Adventures of Nicholas Nickleby) d'Alberto Cavalcanti
- 1948 : Sarabande (Saraband for Dead Lovers) de Basil Dearden
- 1950 : La Cage d'or (Cage of Gold) de Basil Dearden
- 1962 : Tout au long de la nuit (All Night Long) de Basil Dearden
- 1969 : Assassinats en tous genres (The Assassination Bureau) de Basil Dearden

### comme réalisateur
- 1952 : I Believe in You, co-réalisé avec Basil Dearden
- 1958 : Davy
- 1958 : Fusées à gogo (Rockets Galore!)
- 1958 : Desert Mice

## Distinctions

### Nominations
- Oscars du cinéma 1950 : Meilleur direction artistique couleur pour Sarabande